# Меленцин (Пижицький повіт)
Меленцин (пол. Mielęcin) — село в Польщі, у гміні Пижиці Пижицького повіту Західнопоморського воєводства.
Населення — 489 осіб (2011).
У 1975-1998 роках село належало до Щецинського воєводства.

## Демографія
Демографічна структура станом на 31 березня 2011 року:
|          | Загалом | Допрацездатний вік | Працездатний вік | Постпрацездатний вік |
| -------- | ------- | ------------------ | ---------------- | -------------------- |
| Чоловіки | 245     | 43                 | 176              | 26                   |
| Жінки    | 244     | 52                 | 142              | 50                   |
| Разом    | 489     | 95                 | 318              | 76                   |